# 平山湖蒙古族乡
平山湖蒙古族乡是中华人民共和国甘肃省张掖市甘州区下辖的一个民族乡。

## 行政区划
平山湖蒙古族乡下辖以下村级行政区划单位：
平山湖村、紫泥泉村和红泉村。